# Сабиниан (узурпатор)
Сабиниан (полная форма имени неизвестна) — римский император-узурпатор в 240 году.
В 240 году в Африке поднял восстание Сабиниан, но когда наместник соседней Мавретании нанёс ему поражение, его соратники пришли в Карфаген, чтобы выдать своего предводителя, а также «каялись в своем преступлении и просили прощения за свою вину». Сабиниан отождествляется с проконсулом Африки Марком Азинием Сабинианом.